# Sint-Willibrorduskerk (Tilburg)

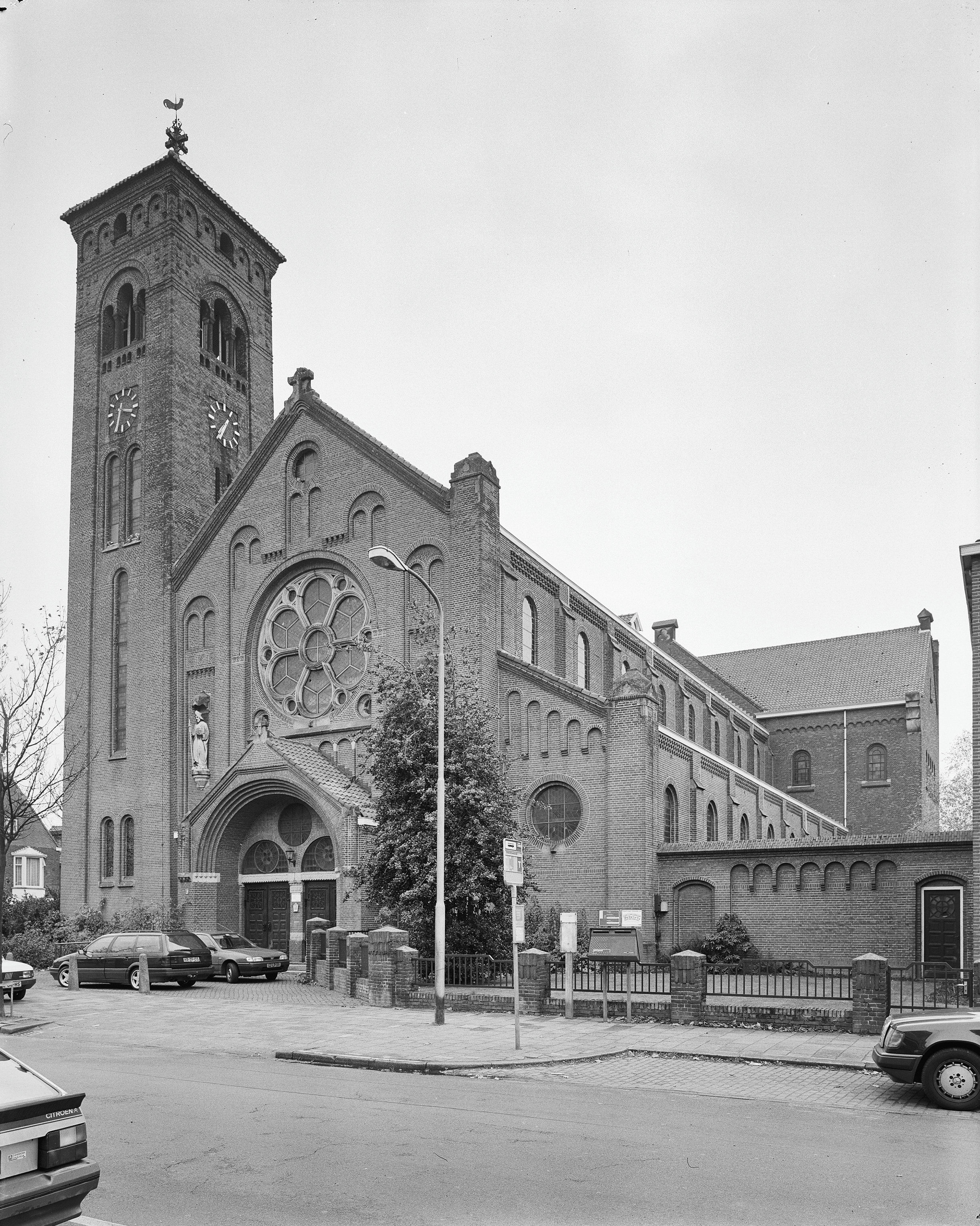
De kerk in 1996

De Sint-Willibrorduskerk (ook: Lovense kerk) was een parochiekerk in de Noord-Brabantse stad Tilburg. Het gebouw was gelegen aan de Enschotsestraat 134.

## Geschiedenis
Vanaf de jaren '10 van de 20e eeuw maakte Tilburg, als gevolg van de zich uitbreidende textielindustrie, een snelle groei door. Aan de oostkant van de stad werd een nieuwe parochie opgericht en in 1922 werd er ook een kerk in gebruik genomen, die was ontworpen door Cornelis van Hoof. Pas in de jaren '30 van de 20e eeuw werd de kerk voltooid met een transept en een koor, ontworpen door Jos Donders. In 1938 werd ook deze uitbreiding in gebruik genomen.
In 2000 werd de kerk onttrokken aan de eredienst, om in 2001 te worden gesloopt. De toren bleef behouden en deze werd opgenomen als noodtrappenhuis in een appartementencomplex dat op de plaats van de kerk verrees. In dit complex kwam een kerkzaal die als "Petrus Donderskerk" ging fungeren.

## Gebouw
Het betrof een bakstenen neoromaanse kruiskerk met een ernaast gebouwde toren die voorzien was van een tentdak.